# Salut et Liberté
Salut et Liberté est une nouvelle de Fred Vargas parue en 1997 dans Le Monde. Elle est récompensée en 1997 par les Trophées 813.

## Résumé
Un homme, semi-clochard surnommé Vasco de Gama, passe ses journées sur un banc face au commissariat dirigé par Jean-Baptiste Adamsberg. Il observe les allées et venues des policiers et apporte régulièrement des trouvailles qu'il dispose autour de lui et du banc.
Adamsberg reçoit une lettre anonyme ironique dont l'auteur présumé affirme qu'il a « tué en toute impunité ». Le commissaire prend la lettre au sérieux alors que son adjoint, Adrien Danglard, n'y attache aucune importance. 
Danglard, dérangé par la présence de Vasco, voudrait le faire partir mais Adamsberg s'y oppose. Les lettres anonymes se succèdent et le commissaire établit un lien entre elles et la présence de Vasco.

## Éditions
Parue initialement dans le journal Le Monde en 1997, elle est publiée en 2002 avec deux autres nouvelles de la même autrice aux Éditions Viviane Hamy dans le recueil Coule la Seine. Elle est rééditée en 2004 dans la collection Librio éditée par J'ai lu, suivie de La Nuit des brutes.